# Охтинский вокзал
О́хтинский вокза́л (Ири́новский вокзал) — существовавший в начале XX века пассажирский вокзал Ириновской железной дороги в Санкт-Петербурге.
Находился на Большой Охте, на пересечении Полевой и Панфиловой улиц, на месте нынешнего дома № 36 по проспекту Металлистов. В 1895 году Ириновская узкоколейная дорога была продлена до пристани на Неве, где по адресу: Панфилова улица, дом № 1 (в районе современного дома № 62 по Свердловской набережной) в 1898 году была построена новая конечная грузопассажирская станция Охта-Нева, которую в ряде современных публикаций ошибочно называют Охтинским вокзалом. Станция была построена из дерева.
Строительство было проведено по инициативе барона П. Л. Корфа, чьё имение находилось в селе Ириновка. Целью строительства Ириновского подъездного пути было получение прибыли от перевозок грузов между Охтинскими заводами и активно строящимся Ржевским полигоном, так как по предварительным подсчётам на этот участок дороги должно было приходиться до 80% пассажиро- и грузооборота. Продление линии до села Ириновка имело целью развитие производства в имении барона Корфа, а также устройство дачных посёлков на землях других акционеров дороги.
Строительство дороги началось в июне 1891 года. Официальное открытие Ириновского подъездного пути состоялось 14 сентября 1892 года. Регулярное движение было открыто 1 октября 1892 года.
В 1923 году Ириновская железная дорога была перешита на широкую колею и замкнута на Финляндский вокзал. Движение поездов по узкой колее на участке ст. Охта — Ржевка сохранялось до 1926 года включительно, в 1929 году на её месте были уложены трамвайные пути и открыто движение городских трамваев.